# L'Argentera
L'Argentera là một đô thị trong comarca Baix Camp, tỉnh Tarragona, cộng đồng tự trị Catalonia, Tây Ban Nha. Dân số năm 2005 là 155 người.
Vista general

Localización de L'Argentera en el Baix Camp